# William Taramai
William Taramai (ur. 23 kwietnia 1961) – lekkoatleta z Wysp Cooka, olimpijczyk.

## Kariera
Wystąpił na Letnich Igrzyskach Olimpijskich 1988 w eliminacjach biegu na 800 m. Z wynikiem 1:58,80 osiągnął najsłabszy czas spośród wszystkich 67 biegaczy, którzy ukończyli swój bieg (trzech zostało zdyskwalifikowanych). Zgłoszony był również do biegu na 400 m, jednak nie pojawił się na starcie zawodów. Na igrzyskach w Seulu był także chorążym reprezentacji Wysp Cooka podczas ceremonii otwarcia igrzysk.
Wziął udział w Igrzyskach Południowego Pacyfiku 1987. Zajął 12. miejsce w biegu na 1500 m (4:24,40), 11. pozycję w dziesięcioboju (4942 punkty). Awansował również do finałowego biegu na 800 m, jednak został w nim zdyskwalifikowany.
Rekord życiowy w biegu na 800 m – 1:56,29 (1989). W 2019 roku był rekordzistą Wysp Cooka w sztafecie 4 × 400 metrów z wynikiem 3:37,6 (1979).